# Ficus kjellbergii
Ficus kjellbergii är en mullbärsväxtart som beskrevs av Edred John Henry Corner. Ficus kjellbergii ingår i släktet fikonsläktet, och familjen mullbärsväxter. Inga underarter finns listade i Catalogue of Life.